# Paranomala clypealis
Paranomala clypealis är en skalbaggsart som beskrevs av Schaeffer 1907. Paranomala clypealis ingår i släktet Paranomala och familjen Rutelidae. Inga underarter finns listade i Catalogue of Life.